# Malice in Wonderland (Nazareth)
Malice in Wonderland è l'undicesimo album in studio del gruppo rock scozzese Nazareth, pubblicato nel 1980.

## Tracce
1. Holiday – 3:29
2. Showdown at the Border – 4:11
3. Talkin' to One of the Boys – 4:13
4. Heart's Grown Cold – 4:14
5. Fast Cars – 4:35
6. Big Boy – 3:38
7. Talkin' 'Bout Love – 3:57
8. Fallen Angel – 4:44
9. Ship of Dreams – 4:09
10. Turning a New Leaf – 4:00

## Formazione
- Dan McCafferty - voce
- Manny Charlton - chitarre
- Zal Cleminson - chitarre, sintetizzatore
- Pete Agnew - basso, cori
- Darrell Sweet - batteria